# 창원 시가지 서킷
창원 시가지 서킷(영어: Changwon Street Circuit)은 코리아 수퍼프리를 위해 경상남도 창원시에 설치했던 시가지 서킷이다.